# Exoprosopa jacchus
Exoprosopa jacchus ist eine Fliege aus der Familie der Wollschweber (Bombyliidae).

## Merkmale
Die Fliegen erreichen eine Körperlänge von etwa 10 Millimetern. Die kurzrüsselige Art ist charakteristisch lebhaft gefärbt. Der Kopf ist braunschwarz und hat ein spitz ausgezogenes Gesicht. Dieses und der Mundrand sind gelbbraun. Das Gesicht und auch der untere Teil der Stirn ist mit goldgelben Schuppenhaaren bedeckt, am Hinterkopf ist die Beschuppung heller. Der Thorax ist braunschwarz gefärbt und mit Linien aus gelben und weißen Schuppen und Schuppenhaaren gezeichnet. Hinter den Schultern befinden sich silbrig-weiße Schuppenbüschel. Der Hinterleib ist an den Seiten schwarz behaart, am zweiten bis sechsten Tergit befinden sich Flecke mit gelben Schuppenhaaren. Die Flügel sind schwarz und hell gefleckt. 

## Vorkommen und Lebensweise
Die Art ist vom Mittelmeerraum bis nach Zentralasien verbreitet. Man findet sie besonders im Spätsommer in sandigen und steinigen Bereichen.

## Belege